# Mosorny Groń

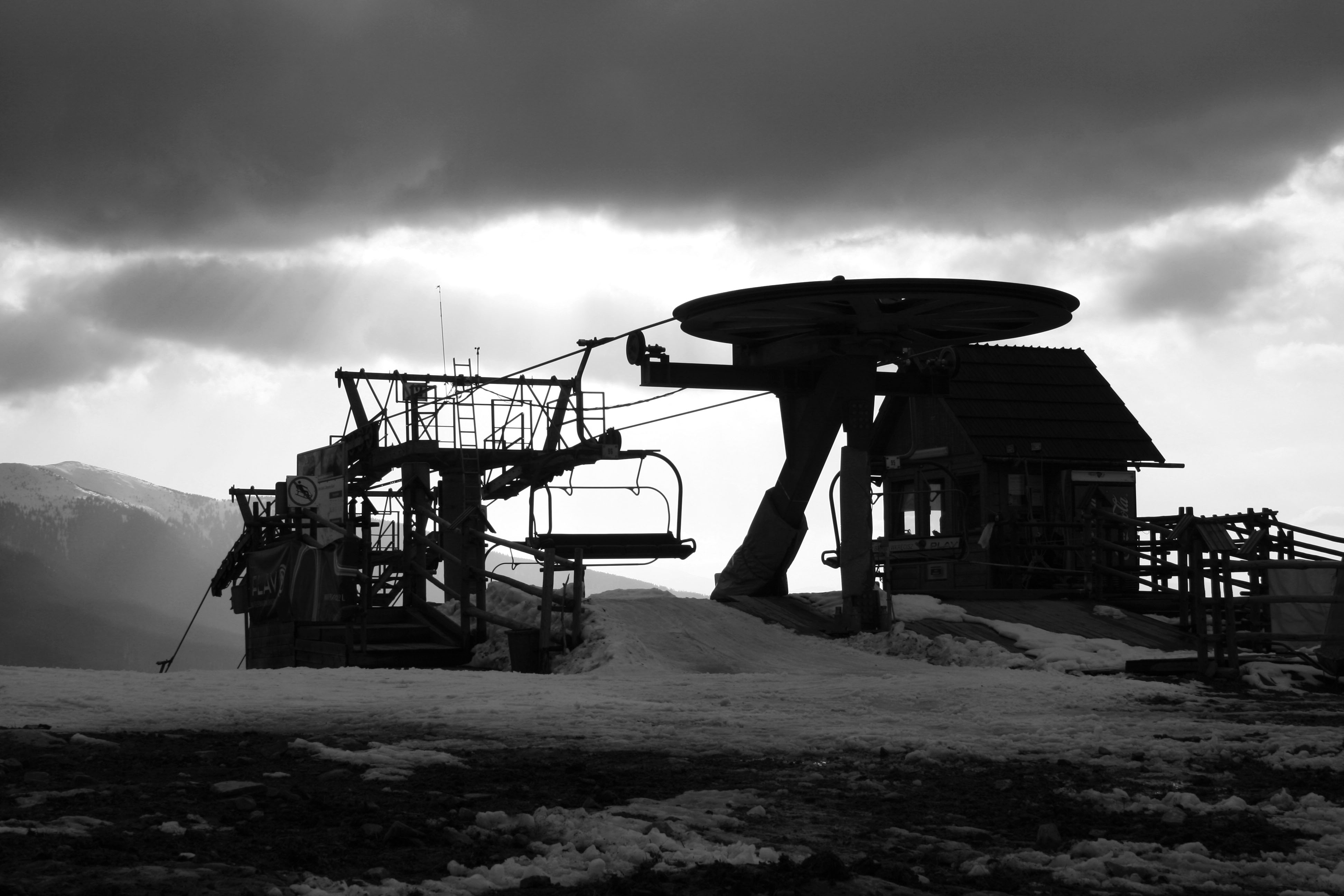
Stacja górna wyciągu krzesełkowego na Mosornym Groniu

Mosorny Groń (1047 m), na mapie Geoportalu Mosorna (1044 m) – niewybitny szczyt w zachodniej części Pasma Policy (w regionalizacji fizycznogeograficznej Polski według Jerzego Kondrackiego należy do Beskidu Żywieckiego, w nowszej regionalizacji z 2018 roku – do Beskidu Żywiecko-Orawskiego). Jest położony w bocznym grzbiecie odbiegającym z Kiczorki na zachód. Grzbiet ten oddziela dolinę Mosornego Potoku od doliny potoku Jaworzynka spływającego spod przełęczy Krowiarki. Zakończeniem szerokiego grzbietu biegnącego od szczytu na północny zachód jest dolina Skawicy. Na południowo-zachodnim zboczu znajduje się Ośrodek Turystyczno-Narciarski Mosorny Groń z koleją krzesełkową wjeżdżającą z Zawoi Policznego. Wierzchołek jest punktem widokowym na Beskid Żywiecki z Babią Górą, Beskid Makowski oraz Tatry.
Mosorny Groń znajduje się w granicach wsi Zawoja w województwie małopolskim, w powiecie suskim, w gminie Zawoja. Nazwa szczytu jest wołoskiego pochodzenia. Pochodzi od słów mosor i grui. Mosor oznacza czerpak, który wykonywano z naturalnie ukształtowanego, nadającego się do tego celu kawałka pnia drzewa, grui (w gwarze podhalańskiej i górali beskidzkich groń, gróń) to wyniosły brzeg rzeki lub potoku.

## Piesze szlaki turystyczne
Zawoja – Mosorny Groń – Cyl Hali Śmietanowej:
- z Zawoi 1:30 h (↓ 1:15 h)
- z Cylu Hali Śmietanowej 0:30 h (w drugą stronę 0:45 h)

 Zawoja Mosorne – Mosorny Groń –  na północny wschód od Cylu Hali Śmietanowej:
- z Zawoi 1:30 h (↓ 1:10 h)
- ze szlaku zielonego 0:50 h